# Ravulizumab
Ravulizumab (Handelsname Ultomiris; Hersteller Alexion) ist ein Arzneistoff aus der Gruppe der monoklonalen Antikörper, der in der Behandlung der paroxysmalen nächtlichen Hämoglobinurie (PNH), des atypischen hämolytisch-urämischen Syndroms (aHUS), der Myasthenia gravis und der Neuromyelitis-optica-Spektrum-Erkrankungen (NMOSD) eingesetzt wird. Die Wirkweise beruht auf der Bindung an die Komplementkomponente C5, wodurch deren Spaltung gehemmt wird. Ravulizumab wurde zur Behandlung der PNH in den USA im Dezember 2018 und in der EU im Juli 2019 zugelassen. Die Zulassung für die Myasthenia gravis folgte 2022 und die für die Neuromyelitis-optica-Spektrum-Erkrankungen 2023.

## Eigenschaften

### Biologische und chemische Eigenschaften
Ravulizumab ist ein rekombinanter humanisierter monoklonaler IgG2/4κ-Antikörper, der aus zwei identischen schweren Ketten zu 448 Aminosäuren und zwei identischen leichten Ketten zu 214 Aminosäuren besteht, die über Disulfidbindungen verbunden sind.
Er wird mit einer rekombinanten DNA-Technologie in Zellkulturen aus Ovarialzellen des chinesischen Hamsters (Chinese Hamster Ovary, CHO) hergestellt.

### Pharmakologische Eigenschaften
Ravulizumab bindet an die Komplementkomponente C5, wodurch bei an PNH Erkrankten die komplementvermittelte intravaskuläre Hämolyse blockiert wird.
Die Substanz ist eine Weiterentwicklung des Arzneistoffs Eculizumab, von dem es sich an vier Stellen durch Abweichungen in der Aminosäurensequenz in der schweren Kette unterscheidet. Diese Modifikation begünstigt die Dissoziation des Ravulizumab:C5-Komplexes im Endosom, so dass nach Rückführung des freien Antikörpers in das Gefäßkompartiment dessen Verfügbarkeit dort erhöht ist. Diese Erhöhung der Antikörperhalbwertszeit ermöglicht eine weniger häufige Verabreichung im Vergleich zu Eculizumab.
Therapeutische Steady-State-Wirkstoffkonzentrationen (Gleichgewichtskonzentrationen) werden bereits nach der ersten Dosis erreicht. Ravulizumab hat eine mittlere terminale Eliminationshalbwertszeit von 49,7 Tagen, die drei- bis viermal länger ist als die von Eculizumab (11,3 Tage) ist. Ravulizumab muss daher lediglich alle acht Wochen verabreicht werden, Eculizumab hingegen alle zwei Wochen. Für die Patienten sinkt die Zahl der Infusionen somit von 26 auf 6 pro Jahr.

## Klinische Angaben

### Anwendungsgebiete
Ravulizumab ist indiziert zur Therapie erwachsener PNH-Patienten mit Hämolyse und klinischen Symptomen, die auf eine hohe Krankheitsaktivität hinweisen, sowie von Patienten, die klinisch stabil sind, nachdem sie mindestens während der vergangenen sechs Monate mit Eculizumab behandelt wurden. Weiterhin ist Ravulizumab zur Therapie der generalisierten Myasthenia gravis mit positivem Acetylcholinrezeptor-Antikörper-Status und der Neuromyelitis-optica-Spektrum-Erkrankungen (NMOSD) mit positivem Aquaporin-4-Antikörper-Status zugelassen.
Die empfohlene Dosierung von Ravulizumab richtet sich nach dem Körpergewicht des Patienten. Ravulizumab wird intravenös als Infusion verabreicht.

### Gegenanzeigen
Ravulizumab darf nicht verabreicht werden bei
- Überempfindlichkeit gegen den Wirkstoff,
- Patienten mit nicht ausgeheilter Infektion mit Meningokokken (Neisseria meningitidis) bei Behandlungsbeginn.
- Patienten ohne aktuellen Impfschutz gegen Meningokokken (Neisseria meningitidis), es sei denn, sie erhalten eine geeignete Antibiotikaprophylaxe bis zu zwei Wochen nach der Impfung.

### Unerwünschte Wirkungen
Die häufigsten möglichen Nebenwirkungen sind Infektionen der oberen Atemwege, Entzündung der Nasen- und Rachen-Schleimhaut (Nasopharyngitis) und Kopfschmerz. Die schwerwiegendsten Nebenwirkungen bei Patienten in klinischen Studien sind Meningokokkeninfektion und Meningokokken-Sepsis.

## Therapiekosten
In Deutschland belaufen sich die Jahrestherapiekosten für die gesetzliche Krankenversicherung (GKV) auf 413.373,73 Euro pro PNH-Patient (7 Behandlungen à 3,27 mg unter Zugrundelegung eines mittleren Körpergewichts des Patienten von 77 Kilogramm; Stand 2019).